# Джан Житинг
Джан Житинг е китайски баскетболист. Тя е роден 21 декември 1995 г. в Шанхай, Китай. Учила е в Шанхайския университет "Джао Тонг". Тя се състезава на летните олимпийски игри през 2020 г. Нейният отбор зае 3-то място.